# Frankly, my dear, I don't give a damn
"Frankly, my dear, I don't give a damn" (cuja versão original em português é: "Francamente, minha querida, estou-me nas tintas" (português europeu) ou "Francamente, minha querida, eu não dou a mínima" (português brasileiro)) é uma frase do filme Gone with the Wind (1939), estrelado por Clark Gable e Vivien Leigh. A citação é proferida por Rhett Butler (Gable), como suas últimas palavras para Scarlett O'Hara (Leigh), em resposta à pergunta dela a ele: "Para onde devo ir? O que devo fazer?". Esta sentença também é parcialmente falada pelo personagem no romance Gone with the Wind, de Margaret Mitchell, publicado em 1936, do qual o filme é derivado. Em 2005, o American Film Institute elegeu-a a frase mais célebre da história do cinema.